# Pedro de Oliveira, senhor do morgado de Oliveira
Pedro de Oliveira foi um fidalgo e Cavaleiro medieval do Reino de Portugal, senhor do morgado de Oliveira.

## Relações familiares
Foi casado com Elvira Anes Pestana, filha de João Anes Pestana e de Maria Afonso de Perada, de quem teve:
1. D. Martinho Pires de Oliveira[1], arcebispo de Braga entre (1295 e 1313);
2. Mem Pires de Oliveira[1], que foi casado por duas vezes. A primeira com Guiomar Martins e a segunda com Mor Mendes;
3. João Pires de Oliveira;
4. Ausenda de Oliveira casada com Afonso Anes de Brito, filho de João Anes de Brito e de Madalena da Costa;
5. Maria Pais de Oliveira casada com Lourenço Martins de Soalhães;
6. Teresa Pires.